# Stefano Carrai
Stefano Carrai (Firenze, 30 gennaio 1955) è un filologo, critico letterario e poeta italiano.

## Biografia
Laureato presso l'Università di Firenze (1978), nel giugno del 1981 ha ottenuto il Dottorato presso l'Università di Leida. Dopo alcune esperienze di insegnamento all'estero   (Leida e Ginevra) è entrato di ruolo all'Università di Trento; qui è rimasto per tredici anni (1987-2000), dopodiché è stato chiamato ad insegnare presso l'Università di Siena (2000-2018) dove, tra il 2006 e il 2012, ha diretto il Dipartimento di Filologia e Critica della Letteratura. Attualmente insegna Letteratura italiana alla Scuola Normale Superiore di Pisa. 
Dirige le riviste scientifiche «Giornale storico della letteratura italiana» e «L'Alighieri», e, insieme a Carlo Caruso e Luca Danzi, la collana dei «Testi Italiani Commentati» dell'editore Mimesis. 
È socio corrispondente non residente dell'Istituto Veneto di Scienze, Lettere e Arti e della Commissione per i testi di lingua di Bologna e membro del comitato scientifico della Fondazione Ezio Franceschini di Firenze.
Si è occupato prevalentemente di studi medievali e rinascimentali, ma anche di letteratura contemporanea. Ha curato l'edizione critica dei Sonetti del poeta prestilnovista Maestro Rinuccino da Firenze (Firenze, Accademia della Crusca, 1981) e ha fornito una sistemazione storiografica della poesia toscana duecentesca (La lirica toscana del Duecento, Roma-Bari, Laterza, 1997). Ha lavorato sulle opere dei fratelli Pulci (Le Muse dei Pulci, Napoli, Guida, 1985), sulle Stanze e sulla Fabula di Orfeo di Poliziano, delle quali ha curato una edizione commentata (Milano, Mursia, 1988), sui Pastoralia di Boiardo, di cui ha procurato l'edizione critica e commentata (Padova, Antenore, 1996; nuova ed. Novara, Interlinea, 2010), e sulle Rime di Della Casa, dandone anche una edizione commentata (Torino, Einaudi, 2003; nuova ed. Milano, Mimesis, 2014). Negli ultimi anni si è dedicato intensamente a Dante (Dante elegiaco, Firenze, Olschki, 2006; Dante e l'antico, Firenze, Edizioni del Galluzzo-SISMEL, 2012), di cui ha curato una edizione della Vita nova (Milano, Rizzoli, 2009) e di cui, recentemente, ha portato a termine il commento al Purgatorio, avviato da Saverio Bellomo e rimasto incompiuto per la sua prematura scomparsa (Torino, Einaudi, 2019). Si è occupato a lungo anche di autori della modernità: soprattutto di Svevo, su cui ha pubblicato il volume Il caso clinico di Zeno e altri studi di filologia e critica sveviana (Pisa, Pacini, 2010), e di Saba, cui ha dedicato una monografia (Roma, Salerno Ed., 2017). 
Nel 2013 ha ricevuto il Premio Val di Comino per la Critica letteraria.
Negli ultimi anni ha pubblicato due raccolte di poesie, Il tempo che non muore (Novara, Interlinea Edizioni, 2012), che gli ha fatto vincere il Premio nazionale letterario Pisa (2013), e La traversata del Gobi (Torino, Aragno Editore, 2017), per la quale è stato insignito del Premio Viareggio-Rèpaci (2017).

## Opere principali

### Studi
- Le muse dei Pulci, Napoli, Guida Editori, 1985 ISBN 88-7042-874-5 [1]
- Dante elegiaco. Una chiave di lettura per la "Vita nova", Firenze, Leo S. Olschki, 2006 ISBN 88-222-5517-8 [1]
- Dante e l'antico: l'emulazione dei classici nella Commedia, Firenze, Edizioni del Galluzzo-SISMEL, 2012 ISBN 978-88-8450-455-5 [1]
- Saba, Roma, Salerno Editrice, 2017 ISBN 978-88-6973-197-6 [2]
- Letteratura e psicoanalisi in Italia, Roma, Carocci Editore, 2019 ISBN 978-88-430-9666-4[2]
- Il primo libro di Dante - Un'idea della Vita Nova, Roma, Edizioni della Normale, 2020 ISBN 978-88-7642-680-3

### Poesia
- Il tempo che non muore, Novara, Interlinea Edizioni, 2012 ISBN 978-88-8212-857-9
- La traversata del Gobi, Torino, Aragno Editore, 2017 ISBN 978-88-8419-831-0[3]
- Equinozio, Massa, Industria & Letteratura, 2021 ISBN 978-88-9464-811-9